# Esch (Waldems)
Esch ist ein Ortsteil der Gemeinde Waldems im südhessischen Rheingau-Taunus-Kreis. Der Ort wird als das Tor zum goldenen Grund bezeichnet. In Esch ist der Sitz der Gemeindeverwaltung. Der Ort liegt im Emsbachtal des Hintertaunus und dem Naturpark Rhein-Taunus.

## Geschichte
Esch ist eine uralte Siedlung aus dem 6. Jahrhundert. Urkundlich erwähnt wurde der Ort erstmals im  Zinsregister des Archidiakons zu Dietkirchen mit dem Ortsnamen Eschze.
Gut erhalten ist die alte Schreinerei, ein Fachwerkbau aus dem Jahre 1686.
Im Rahmen der Gebietsreform in Hessen wurde am 1. August 1972 die bis dahin selbständige Gemeinde Esch mit fünf weiteren Orten zur neuen Gemeinde Waldems zusammengeschlossen.

## Kultur und Sehenswürdigkeiten
- Jüdischer Friedhof Esch

Für die denkmalgeschützten Kulturdenkmäler des Ortes siehe Liste der Kulturdenkmäler in Esch.

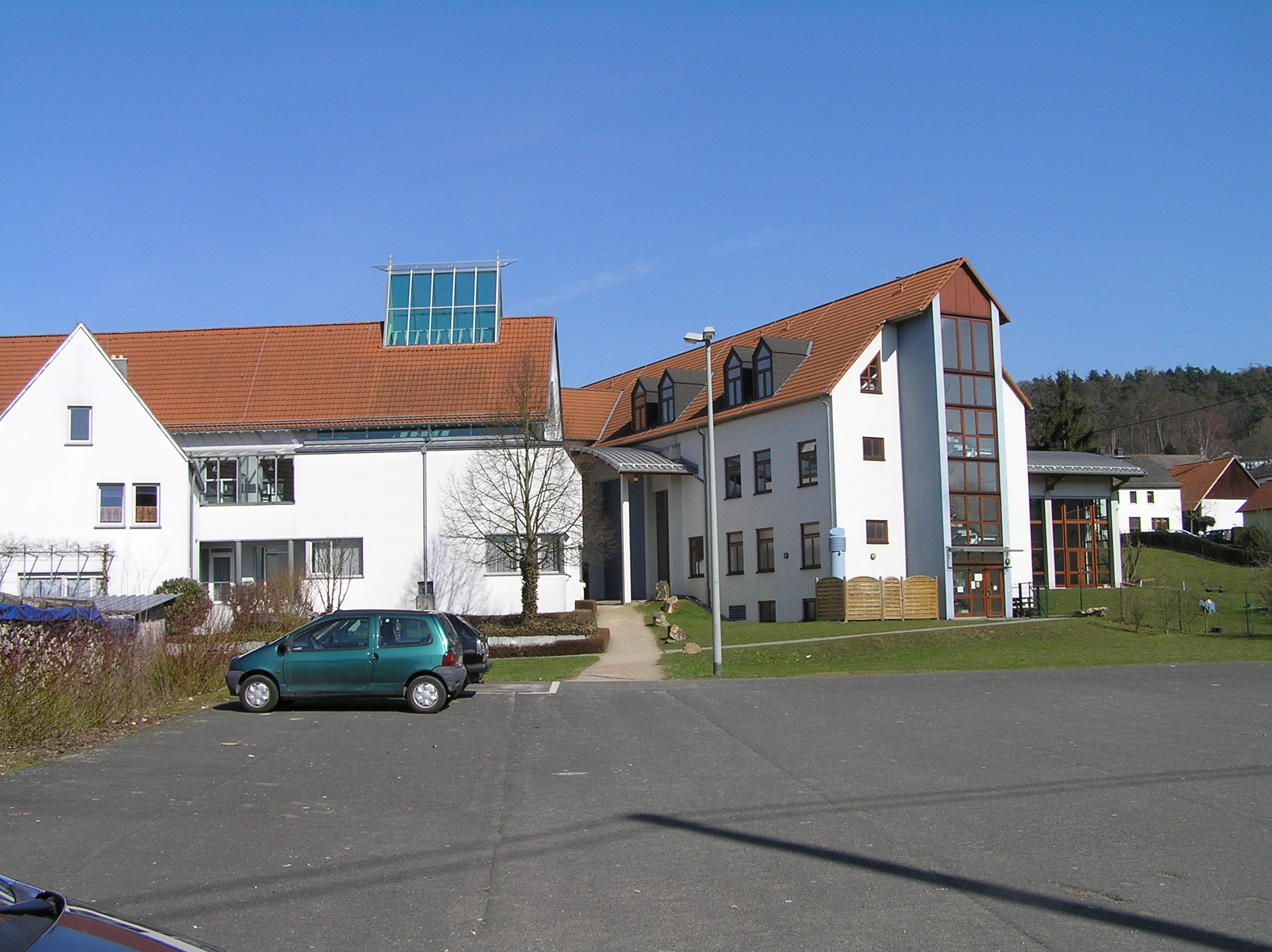
Dorfgemeinschaftshaus und katholische Kirchengemeinde
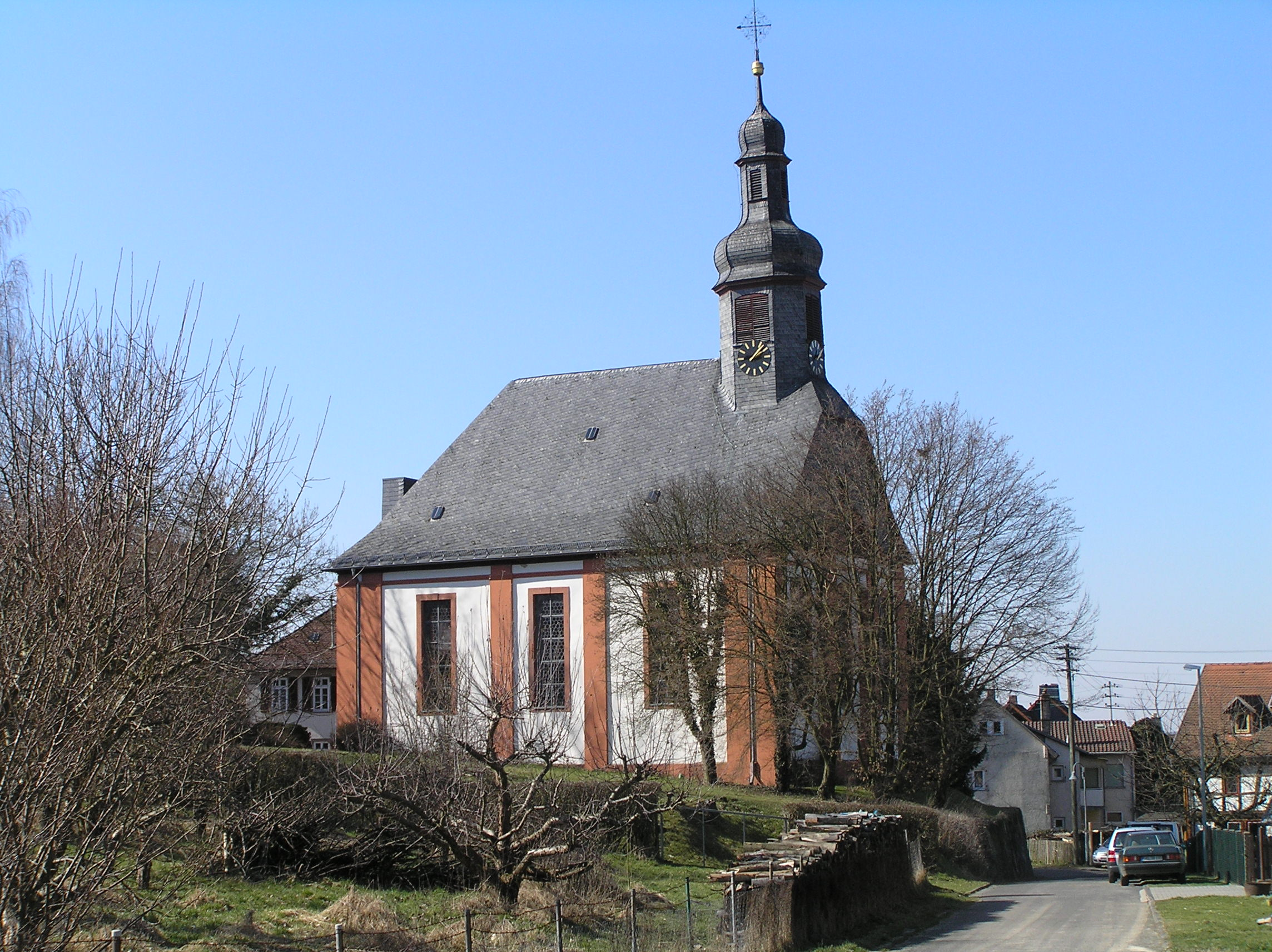
Die evangelische Kirche
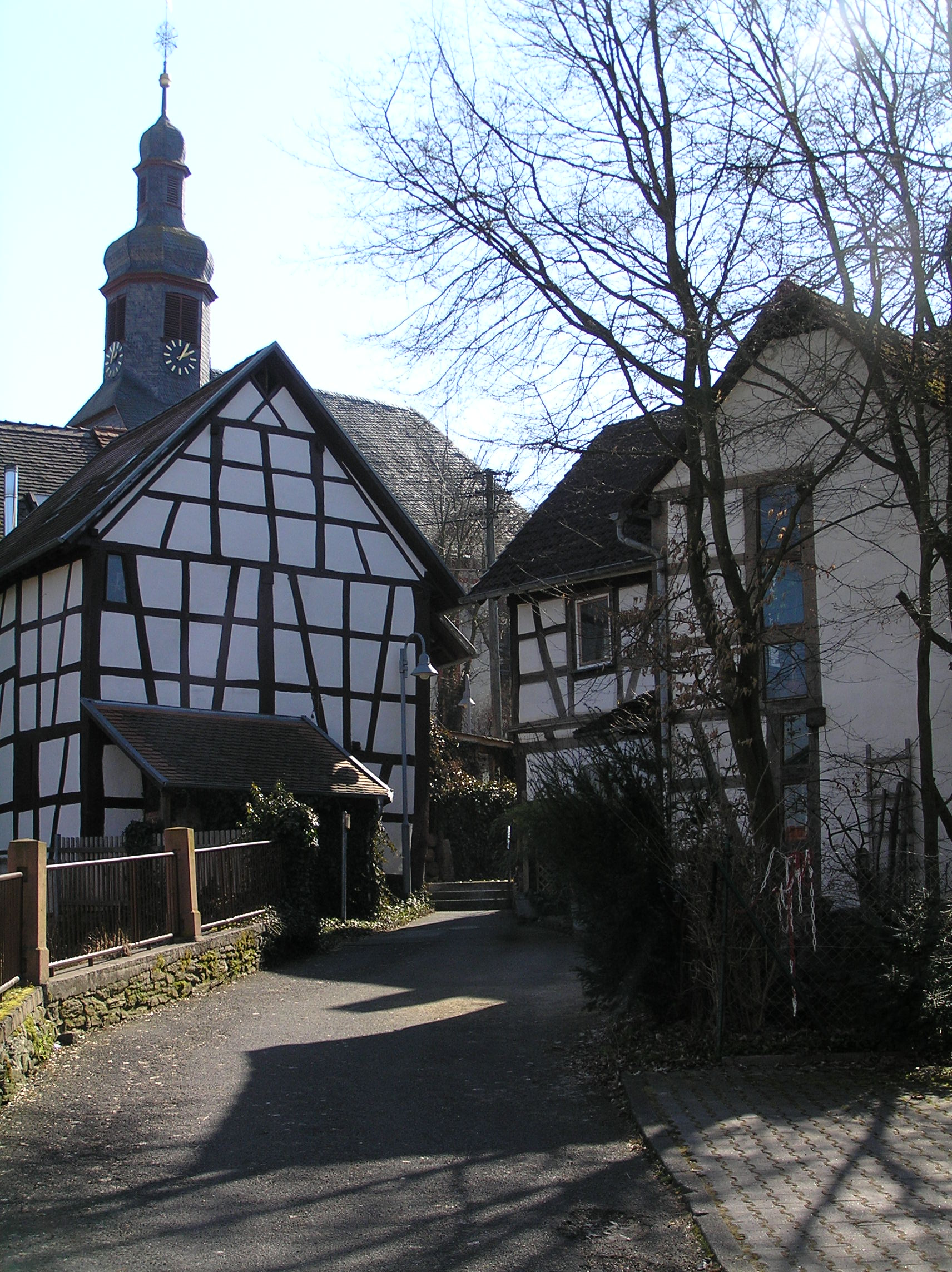
Die Kirchgasse
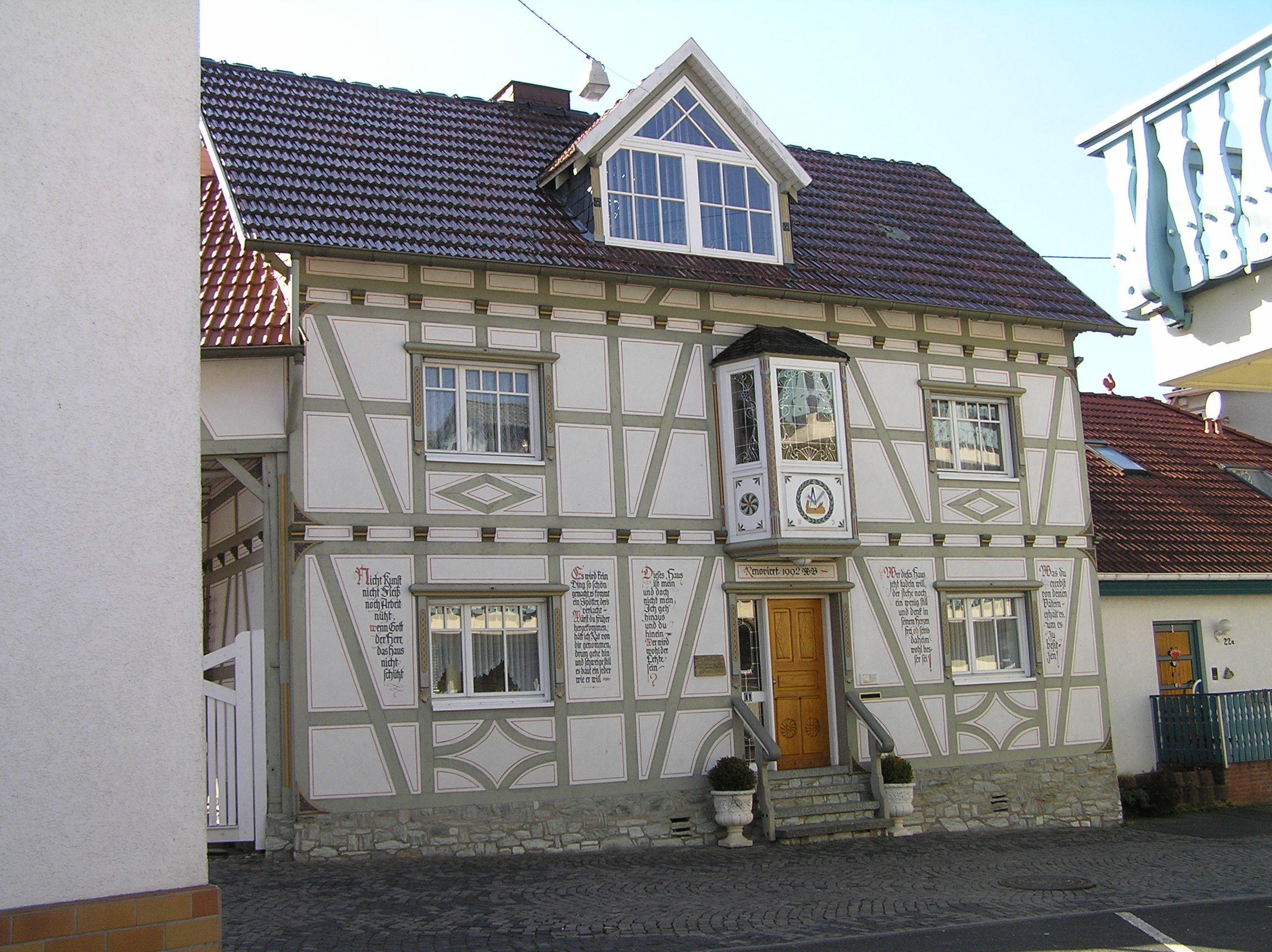
Die alte Schreinerei

## Verkehr
Im Ort treffen sich die Bundesstraße 275 und die Bundesstraße 8. Bedingt durch die Topografie ist der Bau einer Umgehungsstraße aufwändig. Aufgrund des hohen Verkehrsaufkommens engagiert sich die Bürgerinitiative „Außenrum statt Mittendurch“ für den Bau einer Umgehungsstraße. Im aktuellen Bundesverkehrswegeplan von 2016 ist die Umgehung im vordringlichen Bedarf, d. h. mit hoher Priorität eingestuft. Die Bearbeitung wurde allerdings zunächst vom Land Hessen zurückgestellt (sogenannte Al-Wazir-Liste vom Mai 2017), da aufgrund der Vielzahl an Bedarfsplanprojekten bis 2021 nur die Projekte mit fortgeschrittenem Planungsstand weiterbearbeitet können. Die B8-Ortsumgehung befindet sich aber derzeit in der Prüfung derjenigen Projekte, die bei der Al-Wazir-Liste vom Mai 2017 keine Berücksichtigung fanden und in die Fortschreibung der Liste der bis 2025 weiter zu bearbeitenden Bedarfsplanmaßnahmen des Landes Hessen aufgenommen werden könnten.

## Persönlichkeiten
- Philipp Reinhard Seybert (1790–1829), nassauischer Landtagsabgeordneter aus Esch
- Wilhelm Seybert (1820–1860), nassauischer Landtagsabgeordneter aus Esch
- Waldemar Vinz (1906–1986), in Esch geborener deutscher Ingenieur